# Hagia Anna (Trabzon)

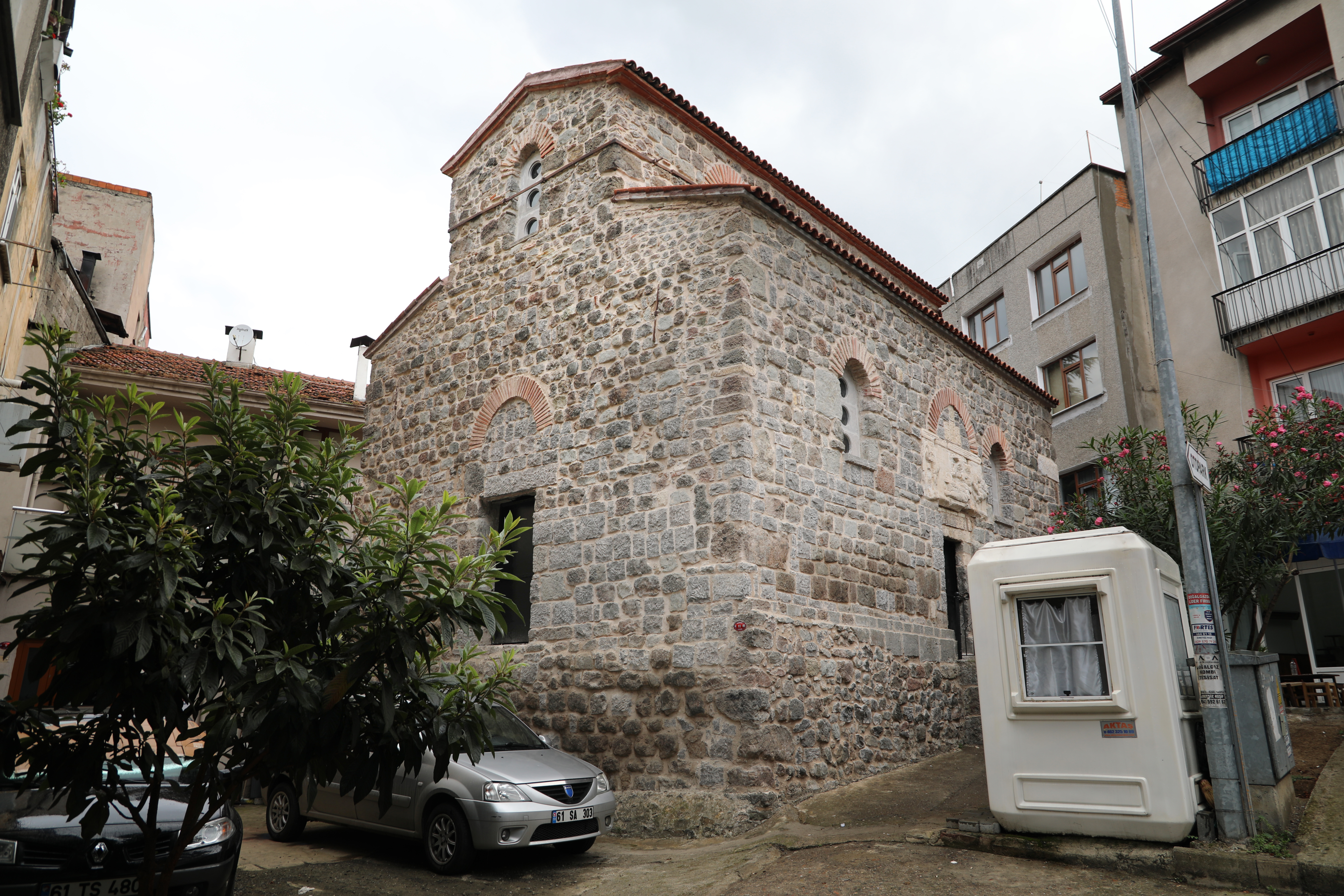
Hagia Anna in Trabzon

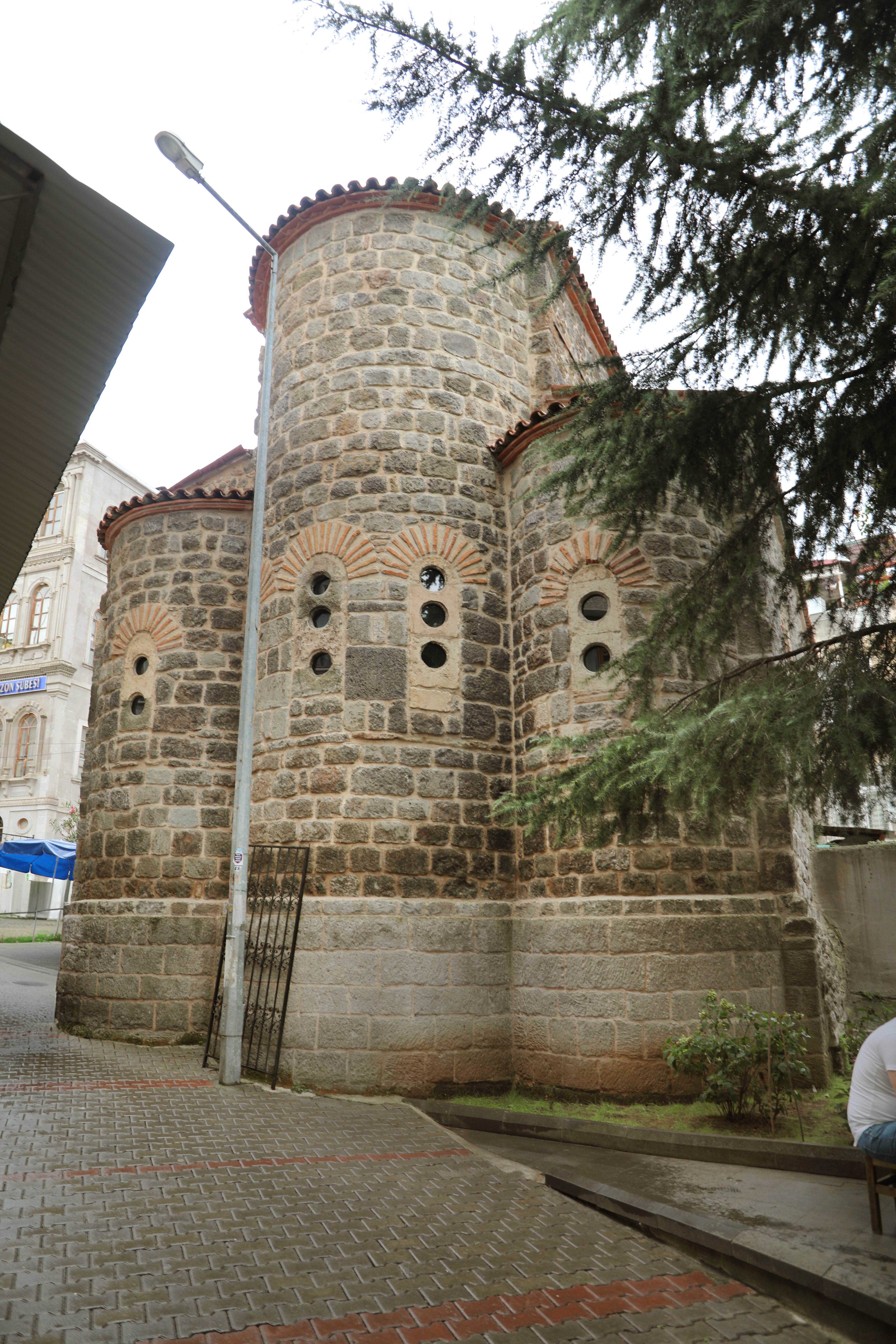
Hagia Anna in Trabzon

Die Kirche Hagia Anna (türkisch Küçük Ayvası Kilise, griechisch Ἁγία Άννα) ist eine kleine byzantinische Kirche in Trabzon (byzantinisch Trapezunt). Sie ist die älteste noch erhaltene Kirche der Stadt, auch wenn das Gründungsdatum der Kirche nicht bekannt ist. Nach einer Inschrift über dem Südportal wurde die grob gefügte Außenmauer 884/85 unter dem byzantinischen Kaiser Basileios I. restauriert oder eher neugebaut.
Die dreischiffige Basilika befindet sich in einem lebhaften Geschäftsviertel etwa 200 Meter östlich der mittleren Festungsstadt. Auf einer über der Südtür angebrachten Platte befindet sich eine Inschrift, die besagt, dass die Kirche während der gemeinsamen Regentschaft von Basileios I., Leo VI. und Alexander in den Jahren 884/5 restauriert wurde. Der Betsaal misst innen 6,6 Meter in der Breite und 7,4 Meter in der Länge. Nach Osten schließen sich drei hufeisenförmige, aus der Giebelwand ragende Apsiden an, die mittlere ist etwas größer und wird von drei Fenstern erhellt, die seitlichen Apsiden je von einem. Ein wiederverwendetes Säulenpaar mit ionischen Kapitellen trägt Gurtbögen in beiden Richtungen. Das mittlere Tonnengewölbe ist etwa 2,5 mal so hoch wie die Säulen, die schmäleren seitlichen Gewölbe sind nur wenig niedriger. Der Zugang erfolgt über eine Treppe von der Südseite.
Die St.-Anna-Kirche besitzt als einzige eine Krypta, vermutlich diente sie ab dem 13. Jahrhundert als Grabkapelle. Später wurde sie nicht in eine Moschee umgewidmet. Das Gebäude befindet sich nach einer Restaurierung in den 1970er oder 1980er Jahren in einem ordentlichen Zustand, es ist innen ausgeräumt.